# Scottish Premiership 2018-19
La temporada 2018-19 (conocida como Ladbrokes Premiership por razones patrocinio) fue la 6.ª edición de la Scottish Premiership y la 122.ª edición del Campeonato escocés de fútbol, la máxima categoría del fútbol profesional en Escocia. La temporada comenzó 4 de agosto de 2018 y finalizó el 19 de mayo de 2019.
El Celtic se proclamó campeón, consiguiendo su 50.º título de la Scottish Premiership 

## Ascensos y descensos
| Pos. | Descendido de la Scottish Premiership 2017-18 |
| ---- | --------------------------------------------- |
| 12.º | Partick Thistle                               |
| 12.º | Ross County                                   |

| Pos. | Ascendido de la Scottish Championship 2017-18 |
| ---- | --------------------------------------------- |
| 1.º  | St Mirren                                     |
| 2.º  | Livingston                                    |

## Equipos participantes
| Equipo              | Ciudad     | Estadio             | Capacidad |
| ------------------- | ---------- | ------------------- | --------- |
| Aberdeen            | Aberdeen   | Pittodrie Stadium   | 22.220    |
| Celtic              | Glasgow    | Celtic Park         | 60.837    |
| Dundee              | Dundee     | Dens Park           | 11.800    |
| Hamilton Academical | Hamilton   | New Douglas Park    | 6.500     |
| Heart of Midlothian | Edimburgo  | Tynecastle Stadium  | 17.420    |
| Hibernian           | Edimburgo  | Easter Road         | 20.421    |
| Kilmarnock          | Kilmarnock | Rugby Park          | 18.220    |
| Livingston          | Livingston | Tony Macaroni Arena | 8.716     |
| Motherwell          | Motherwell | Fir Park            | 13.750    |
| Rangers             | Glasgow    | Ibrox Stadium       | 50.987    |
| St. Johnstone       | Perth      | McDiarmid Park      | 10.673    |
| St. Mirren          | Paisley    | St. Mirren Park     | 8.023     |

## Formato de competencia

### Temporada regular
En la fase inicial de la temporada, los 12 equipos jugarán un torneo de todos contra todos donde cada equipo jugará contra los otros equipos tres veces. Después de 33 partidos, la liga se divide en dos secciones de seis equipos, con cada equipo jugando entre sí en esa sección. La liga intenta equilibrar el calendario de partidos para que los equipos en la misma sección juegan entre sí dos veces de local y dos veces de visitante, pero a veces esto no es posible. Se jugará un total de 228 partidos, con 38 partidos jugados por cada equipo.

### Descenso y play-off
El equipo que termine en el lugar 12 descenderá automáticamente a la Scottish Championship, mientras que el campeón de esta será promovido a la Scottish Premiership para la temporada 2017-18. El equipo que termine 11.º en la Scottish Premiership jugará contra el ganador de los playoffs del Scottish Championship (equipos que terminan segundo, tercero y cuarto en el Scottish Championship) en dos partidos de playoffs, el ganador asegura un lugar en la Scottish Premiership para la temporada 2018-19.

## Personal y equipación
| Club                | Técnico            | Capitán          | Equipación  |
| ------------------- | ------------------ | ---------------- | ----------- |
| Aberdeen            | Derek McInnes      | Graeme Shinnie   | Adidas      |
| Celtic              | Neil Lennon        | Scott Brown      | New Balance |
| Dundee              | Jim McIntyre       | Glen Kamara      | Puma        |
| Hamilton Academical | Brian Rice         | Darian MacKinnon | Adidas      |
| Heart of Midlothian | Craig Levein       | Christophe Berra | Umbro       |
| Hibernian           | Paul Heckingbottom | David Gray       | Macron      |
| Kilmarnock          | Steve Clarke       | Kris Boyd        | Nike        |
| Livingston          | Gary Holt          | Craig Halkett    | FBT         |
| Motherwell          | Steve Robinson     | Peter Hartley    | Macron      |
| Rangers             | Steven Gerrard     | James Tavernier  | Hummel      |
| St Johnstone        | Tommy Wright       | Joe Shaughnessy  | BLK         |
| St Mirren           | Oran Kearney       | Stephen McGinn   | Joma        |

## Tabla de posiciones
- Actualización al 27 de marzo de 2019[2]

| Pos. | Equipo              | Pts. | PJ | G  | E  | P  | GF | GC | Dif. | Clasificación o descenso |
| ---- | ------------------- | ---- | -- | -- | -- | -- | -- | -- | ---- | ------------------------ |
| 1    | Celtic              | 77   | 33 | 24 | 5  | 4  | 71 | 17 | +54  | Ronda por el campeonato  |
| 2    | Rangers             | 66   | 33 | 19 | 9  | 5  | 73 | 24 | +49  | Ronda por el campeonato  |
| 3    | Kilmarnock          | 58   | 33 | 16 | 10 | 7  | 46 | 28 | +18  | Ronda por el campeonato  |
| 4    | Aberdeen            | 58   | 33 | 17 | 7  | 9  | 52 | 37 | +15  | Ronda por el campeonato  |
| 5    | Hibernian           | 52   | 33 | 14 | 10 | 9  | 49 | 34 | +15  | Ronda por el campeonato  |
| 6    | Heart of Midlothian | 50   | 33 | 15 | 5  | 13 | 38 | 41 | −3   | Ronda por el campeonato  |
| 7    | St. Johnstone       | 44   | 33 | 13 | 5  | 15 | 32 | 44 | −12  | Ronda por la permanencia |
| 8    | Motherwell          | 43   | 33 | 13 | 4  | 16 | 37 | 47 | −10  | Ronda por la permanencia |
| 9    | Livingston          | 42   | 33 | 11 | 9  | 13 | 35 | 33 | +2   | Ronda por la permanencia |
| 10   | Hamilton Academical | 25   | 33 | 7  | 4  | 22 | 21 | 69 | −48  | Ronda por la permanencia |
| 11   | St. Mirren          | 21   | 33 | 5  | 6  | 22 | 24 | 61 | −37  | Ronda por la permanencia |
| 12   | Dundee              | 18   | 33 | 4  | 6  | 23 | 25 | 68 | −43  | Ronda por la permanencia |

 Fuente: Soccerway
Criterios de clasificación: 1) Puntos; 2) puntos entre sí; 3) diferencia de goles; 4) Goles marcados.
Notas:
1. ↑  Los equipos juegan entre sí tres veces (33 partidos) antes de que la liga se divida en dos grupos (los seis primeros y los seis inferiores).

### Resultados
| St Mirren           | 2 – 1 | Dundee              | St. Mirren Park   | 4 de agosto | 15:00 | 5.470  |
| Kilmarnock          | 2 – 0 | St. Johnstone       | Rugby Park        | 4 de agosto | 15:00 | 4.644  |
| Celtic              | 3 – 1 | Livingston          | Celtic Park       | 4 de agosto | 15:00 | 58.778 |
| Hamilton Academical | 1 – 4 | Heart of Midlothian | New Douglas Park  | 4 de agosto | 15:00 | 3.764  |
| Aberdeen            | 1 – 1 | Rangers             | Pittodrie Stadium | 5 de agosto | 14:00 | 19.046 |
| Hibernian           | 3 – 0 | Motherwell          | Easter Road       | 5 de agosto | 15:00 | 17.494 |

| Heart of Midlothian | 1 – 0 | Celtic              | Estadio Tynecastle | 11 de agosto | 12:30 | 19.113 |
| Dundee              | 0 – 1 | Aberdeen            | Dens Park          | 11 de agosto | 15:00 | 7.581  |
| Motherwell          | 0 – 1 | Hamilton Academical | Fir Park           | 11 de agosto | 15:00 | 4,807  |
| Livingston          | 0 – 0 | Kilmarnock          | Estadio Almondvale | 11 de agosto | 15:00 | 2.586  |
| St. Johnstone       | 1 – 1 | Hibernian           | McDiarmid Park     | 12 de agosto | 15:00 | 4.637  |
| Rangers             | 2 – 0 | St Mirren           | Ibrox Stadium      | 12 de agosto | 15:00 | 49.680 |

| Kilmarnock    | 0 – 1 | Heart of Midlothian | Rugby Park      | 25 de agosto | 15:00 | 6.239  |
| Hibernian     | 1 – 1 | Aberdeen            | Easter Road     | 25 de agosto | 15:00 | 18,583 |
| St. Johnstone | 1 – 0 | Dundee              | McDiarmid Park  | 25 de agosto | 15:00 | 4,259  |
| St Mirren     | 0 – 2 | Livingston          | St. Mirren Park | 25 de agosto | 15:00 | 4,347  |
| Motherwell    | 3 – 3 | Rangers             | Fir Park        | 26 de agosto | 12:15 | 9,545  |
| Celtic        | 1 – 0 | Hamilton Academical | Celtic Park     | 26 de agosto | 15:00 | 56,044 |

| Livingston          | 2 – 1 | Hibernian     | Estadio Almondvale | 1 de septiembre | 15:00 | 5.305  |
| Hamilton Academical | 1 – 2 | St. Johnstone | New Douglas Park   | 1 de septiembre | 15:00 | 1.791  |
| Dundee              | 1 – 3 | Motherwell    | Dens Park          | 1 de septiembre | 15:00 | 5.137  |
| Heart of Midlothian | 4 – 1 | St Mirren     | Estadio Tynecastle | 1 de septiembre | 15:00 | 17.714 |
| Aberdeen            | 0 – 2 | Kilmarnock    | Pittodrie Stadium  | 1 de septiembre | 15:00 | 14.248 |
| Celtic              | 1 – 0 | Rangers       | Celtic Park        | 2 de septiembre | 12:00 | 58.865 |

| St Mirren     | 0 – 0 | Celtic              | St. Mirren Park    | 14 de septiembre | 19:45 | 7.288  |
| St. Johnstone | 1 – 1 | Aberdeen            | McDiarmid Park     | 15 de septiembre | 15:00 | 4.880  |
| Rangers       | 4 – 0 | Dundee              | Ibrox Stadium      | 15 de septiembre | 15:00 | 50.130 |
| Hibernian     | 3 – 2 | Kilmarnock          | Easter Road        | 15 de septiembre | 15:00 | 17.622 |
| Motherwell    | 0 – 1 | Heart of Midlothian | Fir Park           | 15 de septiembre | 15:00 | 7.218  |
| Livingston    | 1 – 0 | Hamilton Academical | Estadio Almondvale | 15 de septiembre | 15:00 | 1.342  |

| Hamilton Academical | 3 – 0 | St Mirren     | New Douglas Park   | 22 de septiembre | 15:00 | 2.830  |
| Aberdeen            | 1 – 0 | Motherwell    | Pittodrie Stadium  | 22 de septiembre | 15:00 | 14.027 |
| Heart of Midlothian | 0 – 0 | Livingston    | Estadio Tynecastle | 22 de septiembre | 15:00 | 17.798 |
| Dundee              | 0 – 3 | Hibernian     | Dens Park          | 22 de septiembre | 15:00 | 6.076  |
| Kilmarnock          | 2 – 1 | Celtic        | Rugby Park         | 23 de septiembre | 12:30 | 10.988 |
| Rangers             | 5 – 1 | St. Johnstone | Ibrox Stadium      | 23 de septiembre | 15:00 | 48.729 |

| Kilmarnock          | 3 – 1 | Motherwell    | Rugby Park         | 29 de septiembre | 15:00 | 5.090  |
| Hamilton Academical | 0 – 2 | Dundee        | New Douglas Park   | 29 de septiembre | 15:00 | 1.788  |
| St Mirren           | 0 – 1 | Hibernian     | St. Mirren Park    | 29 de septiembre | 15:00 | 6.082  |
| Heart of Midlothian | 2 – 1 | St. Johnstone | Estadio Tynecastle | 29 de septiembre | 15:00 | 17.240 |
| Celtic              | 1 – 0 | Aberdeen      | Celtic Park        | 29 de septiembre | 15:00 | 59.143 |
| Livingston          | 1 – 0 | Rangers       | Estadio Almondvale | 30 de septiembre | 13:00 | 9.246  |

| Motherwell    | 1 – 1 | Livingston          | Fir Park          | 6 de octubre | 15:00 | 4.256  |
| Aberdeen      | 4 – 1 | St Mirren           | Pittodrie Stadium | 6 de octubre | 15:00 | 14.003 |
| Dundee        | 1 – 2 | Kilmarnock          | Dens Park         | 6 de octubre | 15:00 | 5.158  |
| Hibernian     | 6 – 0 | Hamilton Academical | Easter Road       | 6 de octubre | 15:00 | 16.857 |
| Rangers       | 3 – 1 | Heart of Midlothian | Ibrox Stadium     | 7 de octubre | 15:00 | 49.865 |
| St. Johnstone | 0 – 6 | Celtic              | McDiarmid Park    | 7 de octubre | 15:30 | 5.993  |

| Celtic              | 4 – 2 | Hibernian     | Celtic Park        | 20 de octubre | 15:00 | 58.452 |
| Livingston          | 4 – 0 | Dundee        | Estadio Almondvale | 20 de octubre | 15:00 | 2.137  |
| Heart of Midlothian | 2 – 1 | Aberdeen      | Estadio Tynecastle | 20 de octubre | 15:00 | 18.051 |
| Motherwell          | 0 – 1 | St. Johnstone | Fir Park           | 20 de octubre | 15:00 | 3.752  |
| St Mirren           | 1 – 2 | Kilmarnock    | St. Mirren Park    | 20 de octubre | 15:00 | 5.589  |
| Hamilton Academical | 1 – 4 | Rangers       | Pittodrie Stadium  | 21 de octubre | 13:30 | 5.013  |

| Dundee        | 0 – 3 | Heart of Midlothian | Dens Park         | 23 de octubre   | 19:45 | 6.112  |
| St. Johnstone | 2 – 0 | St Mirren           | McDiarmid Park    | 27 de octubre   | 15:00 | 2.716  |
| Kilmarnock    | 1 – 1 | Hamilton Academical | Rugby Park        | 27 de octubre   | 15:00 | 5.023  |
| Aberdeen      | 3 – 2 | Livingston          | Pittodrie Stadium | 11 de diciembre | 19:45 | 12.252 |
| Celtic        | 3 – 0 | Motherwell          | Celtic Park       | 19 de diciembre | 19:45 | 54.703 |
| Hibernian     | 0 – 0 | Rangers             | Easter Road       | 19 de diciembre | 19:45 | 18.662 |

| Heart of Midlothian | 0 – 0 | Hibernian           | Estadio Tynecastle | 31 de octubre | 19:45 | 19.410 |
| Rangers             | 1 – 1 | Kilmarnock          | Ibrox Stadium      | 31 de octubre | 19:45 | 49.279 |
| Dundee              | 0 – 5 | Celtic              | Dens Park          | 31 de octubre | 19:45 | 7.960  |
| Livingston          | 0 – 1 | St. Johnstone       | Estadio Almondvale | 31 de octubre | 19:45 | 1.476  |
| St Mirren           | 0 – 2 | Motherwell          | St. Mirren Park    | 31 de octubre | 19:45 | 4.001  |
| Aberdeen            | 3 – 0 | Hamilton Academical | Pittodrie Stadium  | 31 de octubre | 19:45 | 12.365 |

| St Mirren           | 0 – 2 | Rangers             | St. Mirren Park   | 3 de noviembre | 12:30 | 6.033  |
| Hamilton Academical | 1 – 0 | Livingston          | Pittodrie Stadium | 3 de noviembre | 15:00 | 1.459  |
| Hibernian           | 0 – 1 | St. Johnstone       | Easter Road       | 3 de noviembre | 15:00 | 17.307 |
| Motherwell          | 1 – 0 | Dundee              | Fir Park          | 3 de noviembre | 15:00 | 4.129  |
| Celtic              | 5 – 0 | Heart of Midlothian | Celtic Park       | 3 de noviembre | 15:00 | 58.831 |
| Kilmarnock          | 1 – 2 | Aberdeen            | Rugby Park        | 4 de noviembre | 12:15 | 5.270  |

| Aberdeen            | 1 – 0 | Hibernian           | Pittodrie Stadium  | 9 de noviembre  | 19:45 | 15.629 |
| St. Johnstone       | 4 – 0 | Hamilton Academical | McDiarmid Park     | 10 de noviembre | 15:00 | 2.175  |
| Heart of Midlothian | 0 – 1 | Kilmarnock          | Estadio Tynecastle | 10 de noviembre | 15:00 | 17.417 |
| Dundee              | 1 – 1 | St Mirren           | Dens Park          | 10 de noviembre | 15:00 | 5.552  |
| Livingston          | 0 – 0 | Celtic              | Estadio Almondvale | 11 de noviembre | 12:00 | 9.016  |
| Rangers             | 7 – 1 | Motherwell          | Ibrox Stadium      | 11 de noviembre | 15:00 | 49.082 |

| Hamilton Academical | 0 – 3 | Celtic              | New Douglas Park | 24 de noviembre | 12:30 | 4.688  |
| St Mirren           | 2 – 0 | Heart of Midlothian | St. Mirren Park  | 24 de noviembre | 15:00 | 5.177  |
| Hibernian           | 2 – 2 | Dundee              | Easter Road      | 24 de noviembre | 15:00 | 16.190 |
| St. Johnstone       | 0 – 0 | Kilmarnock          | McDiarmid Park   | 24 de noviembre | 15:00 | 3.559  |
| Motherwell          | 3 – 0 | Aberdeen            | Fir Park         | 24 de noviembre | 15:00 | 5.131  |
| Rangers             | 3 – 0 | Livingston          | Ibrox Stadium    | 24 de noviembre | 15:00 | 49.448 |

| Kilmarnock          | 3 – 0 | Hibernian           | Rugby Park         | 1 de diciembre  | 15:00 | 6.036  |
| Livingston          | 2 – 0 | Motherwell          | Estadio Almondvale | 1 de diciembre  | 15:00 | 1.982  |
| St Mirren           | 1 – 3 | Hamilton Academical | St. Mirren Park    | 1 de diciembre  | 15:00 | 4.334  |
| Heart of Midlothian | 1 – 2 | Rangers             | Estadio Tynecastle | 2 de diciembre  | 12:00 | 19.429 |
| Aberdeen            | 5 – 1 | Dundee              | Pittodrie Stadium  | 18 de diciembre | 19:45 | 13.142 |
| Celtic              | 2 – 0 | St. Johnstone       | Celtic Park        | 30 de enero     | 19:45 | 54.563 |

| Kilmarnock    | 2 – 0 | Livingston          | Rugby Park     | 5 de diciembre | 19:45 | 4.143  |
| St. Johnstone | 2 – 2 | Heart of Midlothian | McDiarmid Park | 5 de diciembre | 19:45 | 3.040  |
| Motherwell    | 1 – 1 | Celtic              | Fir Park       | 5 de diciembre | 19:45 | 8.433  |
| Hibernian     | 2 – 2 | St Mirren           | Easter Road    | 5 de diciembre | 19:45 | 15.096 |
| Rangers       | 0 – 1 | Aberdeen            | Ibrox Stadium  | 5 de diciembre | 19:45 | 49.711 |
| Dundee        | 4 – 0 | Hamilton Academical | Dens Park      | 5 de diciembre | 19:45 | 4.426  |

| Aberdeen            | 0 – 2 | St. Johnstone | Pittodrie Stadium  | 8 de diciembre | 15:00 | 13.304 |
| Heart of Midlothian | 1 – 0 | Motherwell    | Estadio Tynecastle | 8 de diciembre | 15:00 | 15.915 |
| Celtic              | 5 – 1 | Kilmarnock    | Celtic Park        | 8 de diciembre | 15:00 | 58.457 |
| Livingston          | 3 – 1 | St Mirren     | Estadio Almondvale | 8 de diciembre | 15:00 | 1.727  |
| Hamilton Academical | 0 – 1 | Hibernian     | New Douglas Park   | 8 de diciembre | 15:00 | 2.169  |
| Dundee              | 1 – 1 | Rangers       | Dens Park          | 9 de diciembre | 13:30 | 8.578  |

| Livingston    | 5 – 0 | Heart of Midlothian | Estadio Almondvale | 14 de diciembre | 19:45 | 4.201  |
| Kilmarnock    | 3 – 1 | Dundee              | Rugby Park         | 15 de diciembre | 15:00 | 4.668  |
| St Mirren     | 1 – 2 | Aberdeen            | St. Mirren Park    | 15 de diciembre | 15:00 | 4.699  |
| St. Johnstone | 1 – 2 | Motherwell          | McDiarmid Park     | 15 de diciembre | 15:00 | 2.302  |
| Hibernian     | 2 – 0 | Celtic              | Easter Road        | 16 de diciembre | 12:30 | 18.142 |
| Rangers       | 1 – 0 | Hamilton Academical | Ibrox Stadium      | 16 de diciembre | 15:00 | 49.055 |

| Aberdeen            | 2 – 0                                                                                                   | Heart of Midlothian | Pittodrie Stadium | 22 de diciembre | 15:00 | 16.451 |
| Hibernian           | 1 – 1                                                                                                   | Livingston          | Easter Road       | 22 de diciembre | 15:00 | 17.056 |
| Motherwell          | 0 – 1                                                                                                   | St Mirren           | Fir Park          | 22 de diciembre | 15:00 | 4.540  |
| Hamilton Academical | 1 – 1                                                                                                   | Kilmarnock          | New Douglas Park  | 22 de diciembre | 15:00 | 3.401  |
| Celtic              | 3 – 0 (enlace roto disponible en Internet Archive; véase el historial, la primera versión y la última). | Dundee              | Celtic Park       | 22 de diciembre | 15:00 |        |
| St. Johnstone       | 1 – 2                                                                                                   | Rangers             | McDiarmid Park    | 23 de diciembre | 12:15 | 7.086  |

| Aberdeen            | 3 – 4 | Celtic              | Pittodrie Stadium  | 26 de diciembre | 14:00 | 20.027 |
| St Mirren           | 0 – 1 | St. Johnstone       | St. Mirren Park    | 26 de diciembre | 14:00 | 4.891  |
| Rangers             | 1 – 1 | Hibernian           | Ibrox Stadium      | 26 de diciembre | 15:00 | 49.885 |
| Motherwell          | 0 – 1 | Kilmarnock          | Fir Park           | 26 de diciembre | 15:00 | 5.426  |
| Dundee              | 0 – 0 | Livingston          | Dens Park          | 26 de diciembre | 15:00 | 4.905  |
| Heart of Midlothian | 2 – 0 | Hamilton Academical | Estadio Tynecastle | 26 de diciembre | 15:00 | 16.475 |

| Rangers             | 1 – 0 | Celtic              | Ibrox Stadium      | 29 de diciembre | 12:30 | 49.863 |
| Hamilton Academical | 1 – 2 | Motherwell          | New Douglas Park   | 29 de diciembre | 15:00 | 3.843  |
| Dundee              | 0 – 2 | St. Johnstone       | Dens Park          | 29 de diciembre | 15:00 | 6.868  |
| Livingston          | 1 – 2 | Aberdeen            | Estadio Almondvale | 29 de diciembre | 15:00 | 5.548  |
| Kilmarnock          | 2 – 1 | St Mirren           | Rugby Park         | 29 de diciembre | 15:00 | 7.131  |
| Hibernian           | 0 – 1 | Heart of Midlothian | Easter Road        | 29 de diciembre | 15:00 | 20.200 |

| Kilmarnock          | 2 – 1 | Rangers    | Rugby Park         | 23 de enero | 19:45 | 12.374 |
| Hamilton Academical | 0 – 3 | Aberdeen   | New Douglas Park   | 23 de enero | 19:45 | 2.104  |
| Celtic              | 4 – 0 | St Mirren  | Celtic Park        | 23 de enero | 19:45 | 54.821 |
| Heart of Midlothian | 1 – 2 | Dundee     | Estadio Tynecastle | 23 de enero | 19:45 | 15.518 |
| Motherwell          | 1 – 0 | Hibernian  | Fir Park           | 23 de enero | 19:45 | 4.090  |
| St. Johnstone       | 1 – 0 | Livingston | McDiarmid Park     | 23 de enero | 19:45 | 1.946  |

| Celtic              | 3 – 0 | Hamilton Academical | Celtic Park        | 26 de enero | 15:00 | 58.264 |
| Dundee              | 0 – 1 | Motherwell          | Dens Park          | 26 de enero | 15:00 | 4.887  |
| Heart of Midlothian | 2 – 0 | St. Johnstone       | Estadio Tynecastle | 26 de enero | 15:00 | 16.672 |
| Aberdeen            | 0 – 0 | Kilmarnock          | Pittodrie Stadium  | 26 de enero | 15:00 | 15.560 |
| St Mirren           | 1 – 3 | Hibernian           | St. Mirren Park    | 27 de enero | 13:30 | 5.650  |
| Livingston          | 0 – 3 | Rangers             | Estadio Almondvale | 27 de enero | 16:00 | 9.028  |

| Kilmarnock          | 1 – 2 | Heart of Midlothian | Rugby Park       | 1 de febrero | 19:45 | 5.552  |
| Rangers             | 4 – 0 | St Mirren           | Ibrox Stadium    | 2 de febrero | 15:00 | 49.463 |
| Motherwell          | 3 – 0 | Livingston          | Fir Park         | 2 de febrero | 15:00 | 3.839  |
| Hamilton Academical | 1 – 1 | Dundee              | New Douglas Park | 2 de febrero | 15:00 | 2.297  |
| Hibernian           | 1 – 2 | Aberdeen            | Easter Road      | 2 de febrero | 15:00 | 16.269 |
| St. Johnstone       | 0 – 2 | Celtic              | McDiarmid Park   | 3 de febrero | 12:30 | 6.242  |

| Dundee              | 2 – 2 | Kilmarnock    | Dens Park          | 6 de febrero | 19:45 | 4.694  |
| Heart of Midlothian | 0 – 0 | Livingston    | Estadio Tynecastle | 6 de febrero | 19:45 | 15.147 |
| Aberdeen            | 2 – 4 | Rangers       | Pittodrie Stadium  | 6 de febrero | 19:45 | 19.190 |
| Celtic              | 2 – 0 | Hibernian     | Celtic Park        | 6 de febrero | 19:45 | 56.730 |
| St Mirren           | 1 – 2 | Motherwell    | St. Mirren Park    | 6 de febrero | 19:45 | 4.383  |
| Hamilton Academical | 2 – 1 | St. Johnstone | New Douglas Park   | 6 de febrero | 19:45 | 1.174  |

| Hibernian  | 2 – 0 | Hamilton Academical | Easter Road        | 16 de febrero | 15:00 | 16.265 |
| Rangers    | 0 – 0 | St. Johnstone       | Ibrox Stadium      | 16 de febrero | 15:00 | 49.549 |
| Aberdeen   | 2 – 2 | St Mirren           | Pittodrie Stadium  | 16 de febrero | 15:00 | 14.701 |
| Livingston | 1 – 2 | Dundee              | Estadio Almondvale | 16 de febrero | 15:00 | 2.321  |
| Motherwell | 2 – 1 | Heart of Midlothian | Fir Park           | 17 de febrero | 12:15 | 5.091  |
| Kilmarnock | 0 – 1 | Celtic              | Rugby Park         | 17 de febrero | 16:00 | 11.916 |

| Dundee              | 2 – 4 | Hibernian  | Dens Park          | 22 de febrero | 19:45 | 6.450  |
| Livingston          | 1 – 0 | Kilmarnock | Estadio Almondvale | 23 de febrero | 15:00 | 2.569  |
| Heart of Midlothian | 1 – 1 | St Mirren  | Estadio Tynecastle | 23 de febrero | 15:00 | 16.705 |
| St. Johnstone       | 0 – 2 | Aberdeen   | McDiarmid Park     | 23 de febrero | 15:00 | 5.092  |
| Hamilton Academical | 0 – 5 | Rangers    | New Douglas Park   | 24 de febrero | 12:15 | 5.827  |
| Celtic              | 4 – 1 | Motherwell | Celtic Park        | 24 de febrero | 15:00 | 58.604 |

| St. Johnstone       | 1 – 2 | Hibernian           | McDiarmid Park     | 27 de febrero | 19:45 | 4.136  |
| Aberdeen            | 0 – 2 | Hamilton Academical | Pittodrie Stadium  | 27 de febrero | 19:45 | 12.468 |
| Heart of Midlothian | 1 – 2 | Celtic              | Estadio Tynecastle | 27 de febrero | 19:45 | 18.258 |
| Rangers             | 4 – 0 | Dundee              | Ibrox Stadium      | 27 de febrero | 19:45 | 48.859 |
| Kilmarnock          | 0 – 0 | Motherwell          | Rugby Park         | 2 de marzo    | 15:00 | 6.215  |
| St Mirren           | 1 – 0 | Livingston          | St. Mirren Park    | 2 de marzo    | 15:00 | 4.014  |

| Hibernian  | 1 – 1 | Rangers             | Easter Road        | 8 de marzo  | 19:45 | 20.065 |
| Celtic     | 0 – 0 | Aberdeen            | Celtic Park        | 9 de marzo  | 15:00 | 59.123 |
| Livingston | 3 – 1 | St. Johnstone       | Estadio Almondvale | 9 de marzo  | 15:00 | 1.615  |
| Dundee     | 0 – 1 | Heart of Midlothian | Dens Park          | 9 de marzo  | 15:00 | 5.667  |
| Motherwell | 3 – 0 | Hamilton Academical | Fir Park           | 9 de marzo  | 15:00 | 5,248  |
| St Mirren  | 0 – 1 | Kilmarnock          | St. Mirren Park    | 11 de marzo | 19:45 | 4.458  |

| Aberdeen            | 1 – 1 | Livingston          | Pittodrie Stadium | 16 de marzo | 20:00 | 14.366 |
| Hibernian           | 2 – 0 | Motherwell          | Easter Road       | 16 de marzo | 20:00 | 17.184 |
| Hamilton Academical | 1 – 0 | Heart of Midlothian | New Douglas Park  | 16 de marzo | 20:00 | 2.082  |
| Rangers             | 1 – 1 | Kilmarnock          | Ibrox Stadium     | 16 de marzo | 20:00 | 49.527 |
| Dundee              | 0 – 1 | Celtic              | Dens Park         | 17 de marzo | 12:30 | 5.667  |
| St. Johnstone       | 1 – 0 | St Mirren           | McDiarmid Park    | 27 de marzo | 19:45 |        |

| Livingston          | 1 – 2 | Hibernian           | Estadio Almondvale | 29 de marzo | 19:45 | 4.774  |
| Motherwell          | 3 – 0 | Hamilton Academical | Fir Park           | 30 de marzo | 15:00 | 4.083  |
| Heart of Midlothian | 2 – 1 | Aberdeen            | Estadio Tynecastle | 30 de marzo | 15:00 | 17.880 |
| St Mirren           | 2 – 1 | Dundee              | St. Mirren Park    | 30 de marzo | 15:00 | 6.733  |
| Kilmarnock          | 5 – 0 | Hamilton Academical | Rugby Park         | 30 de marzo | 15:00 | 4.762  |
| Celtic              | 2 – 1 | Rangers             | Celtic Park        | 31 de marzo | 12:00 | 58.773 |

| Rangers       | 3 – 0 | Heart of Midlothian | Ibrox Stadium      | 3 de abril | 19:45 | 49.702 |
| St. Johnstone | 2 – 0 | Dundee              | McDiarmid Park     | 3 de abril | 19:45 | 3.767  |
| Livingston    | 2 – 0 | Hamilton Academical | Estadio Almondvale | 3 de abril | 19:45 | 1.022  |
| Aberdeen      | 3 – 1 | Motherwell          | Pittodrie Stadium  | 3 de abril | 19:45 | 13.228 |
| Hibernian     | 0 – 0 | Kilmarnock          | Easter Road        | 3 de abril | 19:45 | 16.588 |
| St Mirren     | 0 – 2 | Celtic              | St. Mirren Park    | 3 de abril | 19:45 | 6.597  |

| Heart of Midlothian | 1 – 2 | Hibernian     | Estadio Tynecastle | 6 de abril | 12:30 | 19.667 |
| Celtic              | 0 – 0 | Livingston    | Celtic Park        | 6 de abril | 15:00 | 58.850 |
| Hamilton Academical | 1 – 1 | St Mirren     | New Douglas Park   | 6 de abril | 15:00 | 3.096  |
| Dundee              | 0 – 1 | Aberdeen      | Dens Park          | 6 de abril | 15:00 | 6.593  |
| Kilmarnock          | 2 – 0 | St. Johnstone | Rugby Park         | 6 de abril | 15:00 | 4.685  |
| Motherwell          | 0 – 3 | Rangers       | Fir Park           | 7 de abril | 12:30 | 9.200  |

## Ronda por el campeonato

#### Tabla de posiciones
| Pos. | Equipo              | Pts. | PJ | G  | E  | P  | GF | GC | Dif. | Clasificación o descenso                                                  |
| ---- | ------------------- | ---- | -- | -- | -- | -- | -- | -- | ---- | ------------------------------------------------------------------------- |
| 1    | Celtic (C)          | 87   | 38 | 27 | 6  | 5  | 77 | 20 | +57  | Clasifica a Liga de Campeones de la UEFA 2019-20                          |
| 2    | Rangers             | 78   | 38 | 23 | 9  | 6  | 82 | 27 | +55  | Clasifica a primera fase clasificatoria de Liga Europa de la UEFA 2019-20 |
| 3    | Kilmarnock          | 67   | 38 | 19 | 10 | 9  | 49 | 31 | +18  | Clasifica a primera fase clasificatoria de Liga Europa de la UEFA 2019-20 |
| 4    | Aberdeen            | 67   | 38 | 20 | 7  | 11 | 57 | 44 | +13  |                                                                           |
| 5    | Hibernian           | 54   | 38 | 14 | 12 | 12 | 51 | 39 | +12  |                                                                           |
| 6    | Heart of Midlothian | 51   | 38 | 15 | 6  | 17 | 42 | 50 | −8   |                                                                           |

 Fuente: Socerway
Criterios de clasificación: 1) Puntos; 2) puntos entre sí; 3) diferencia de goles; 4) Goles marcados.

### Resultados
| Heart of Midlothian | 1 – 3 | Rangers  | Estadio Tynecastle | 20 de abril | 12:00 | 18.212 |
| Kilmarnock          | 0 – 1 | Aberdeen | Rugby Park         | 20 de abril | 15:00 | 6.531  |
| Hibernian           | 0 – 0 | Celtic   | Easter Road        | 21 de abril | 12:30 | 19,472 |

| Celtic    | 1 – 0 | Kilmarnock          | Celtic Park   | 27 de abril | 12:30 | 58.851 |
| Hibernian | 1 – 1 | Heart of Midlothian | Easter Road   | 28 de abril | 12:15 | 19.395 |
| Rangers   | 2 – 0 | Aberdeen            | Ibrox Stadium | 28 de abril | 15:00 | 49.667 |

| Aberdeen            | 0 – 3 | Celtic (C) | Pittodrie Stadium  | 4 de mayo | 12:30 | 15.189 |
| Heart of Midlothian | 0 – 1 | Kilmarnock | Estadio Tynecastle | 4 de mayo | 15:00 | 17.103 |
| Rangers             | 1 – 0 | Hibernian  | Ibrox Stadium      | 5 de mayo | 15:30 | 49.662 |

| Aberdeen   | 2 – 1 | Heart of Midlothian | Pittodrie Stadium | 10 de mayo | 19:45 | 14.371 |
| Kilmarnock | 1 – 0 | Hibernian           | Rugby Park        | 11 de mayo | 15:00 | 7.484  |
| Rangers    | 2 – 0 | Celtic              | Ibrox Stadium     | 12 de mayo | 12:00 | 49,844 |

| Kilmarnock | 2 – 1 | Rangers    | Rugby Park  | 19 de mayo | 15:00 | 7.484  |
| Celtic     | 2 – 1 | Kilmarnock | Celtic Park | 19 de mayo | 15:00 |        |
| Hibernian  | 1 – 2 | Aberdeen   | Easter Road | 19 de mayo | 15:00 | 18.631 |

## Ronda por la permanencia

#### Tabla de posiciones
| Pos. | Equipo              | Pts. | PJ | G  | E  | P  | GF | GC | Dif. | Clasificación o descenso              |
| ---- | ------------------- | ---- | -- | -- | -- | -- | -- | -- | ---- | ------------------------------------- |
| 1    | St. Johnstone       | 52   | 38 | 15 | 7  | 16 | 38 | 48 | −10  |                                       |
| 2    | Motherwell          | 51   | 38 | 15 | 6  | 17 | 46 | 56 | −10  |                                       |
| 3    | Livingston          | 44   | 38 | 11 | 11 | 16 | 42 | 44 | −2   |                                       |
| 4    | Hamilton Academical | 33   | 38 | 9  | 6  | 23 | 28 | 75 | −47  |                                       |
| 5    | St. Mirren          | 32   | 38 | 8  | 8  | 22 | 34 | 66 | −32  | Clasifica a Premiership playoff final |
| 6    | Dundee (D)          | 21   | 38 | 5  | 6  | 27 | 31 | 78 | −47  | Descenso a la Scottish Championship   |

 Fuente: Soccerway
Criterios de clasificación: 1) Puntos; 2) puntos entre sí; 3) diferencia de goles; 4) Goles marcados.

### Resultados
| Livingston          | 1 – 3 | St Mirren  | Estadio Almondvale | 20 de abril | 15:00 | 2.347 |
| Hamilton Academical | 1 – 1 | Motherwell | New Douglas Park   | 20 de abril | 15:00 | 2.746 |
| St. Johnstone       | 2 – 0 | Dundee     | McDiarmid Park     | 20 de abril | 15:00 | 3.946 |

| Hamilton Academical | 3 – 3 | Livingston    | Pittodrie Stadium | 27 de abril | 15:00 | 1.135 |
| Motherwell          | 4 – 3 | Dundee        | Fir Park          | 27 de abril | 15:00 | 3.662 |
| St Mirren           | 1 – 1 | St. Johnstone | St. Mirren Park   | 27 de abril | 15:00 | 5.213 |

| St. Johnstone | 1 – 1 | Livingston          | McDiarmid Park | 4 de mayo | 15:00 | 2.222 |
| Motherwell    | 1 – 1 | St Mirren           | Fir Park       | 4 de mayo | 15:00 | 5.274 |
| Dundee        | 0 – 1 | Hamilton Academical | Dens Park      | 4 de mayo | 15:00 | 4.622 |

| Livingston    | 0 – 1 | Dundee              | Estadio Almondvale | 11 de mayo | 15:00 | 1.374 |
| St. Johnstone | 2 – 0 | Motherwell          | McDiarmid Park     | 11 de mayo | 15:00 | 3.051 |
| St Mirren     | 2 – 0 | Hamilton Academical | St. Mirren Park    | 13 de mayo | 19:45 | 6.421 |

| Motherwell          | 3 – 2 | Livingston | Fir Park          | 18 de mayo | 12:30 | 5.794 |
| Dundee              | 2 – 3 | St Mirren  | Dens Park         | 18 de mayo | 12:30 | 4.622 |
| Hamilton Academical | 2 – 0 | Livingston | Pittodrie Stadium | 18 de mayo | 12:30 | 5.595 |

## Play-offs de descenso
| Ida; 23 de mayo de 2019 | Dundee United | 0:0     | St. Mirren | Tannadice Park, Dundee                                   |                                                          |
| 19:45 BST               |               | Reporte |            | Asistencia: 11 062 espectadores Árbitro(s): Bobby Madden | Asistencia: 11 062 espectadores Árbitro(s): Bobby Madden |

| Vuelta; 26 de mayo de 2019 | St. Mirren                 | 1:1 (1:1, 0:0) (t. s.)(2:0 p.)(Global 1:1) | Dundee United                            | St. Mirren Park, Paisley                              |                                                       |
| 15:00 BST                  | - Mullen 26'               | Reporte                                    | - 23' Clark                              | Asistencia: 7732 espectadores Árbitro(s): John Beaton | Asistencia: 7732 espectadores Árbitro(s): John Beaton |
|                            |                            | Tiros desde el punto penal                 |                                          |                                                       |                                                       |
|                            | - McGinn - Popescu - Mužek |                                            | - Pawlett - Šafranko - Osman Sow - Booth |                                                       |                                                       |

## Estadísticas
| Pos. | Jugador         | Club                | Goles |
| ---- | --------------- | ------------------- | ----- |
| 1    | Alfredo Morelos | Rangers             | 18    |
| 2    | Sam Cosgrove    | Aberdeen            | 17    |
| 3    | Odsonne Édouard | Celtic              | 15    |
| 3    | David Turnbull  | Motherwell          | 15    |
| 5    | James Tavernier | Rangers             | 14    |
| 6    | James Forrest   | Celtic              | 11    |
| 6    | Eamonn Brophy   | Kilmarnock          | 11    |
| 6    | Scott Arfield   | Rangers             | 11    |
| 9    | Steven Naismith | Heart of Midlothian | 10    |

### Hat-tricks, pókers o repokers
Aquí se encuentra la lista de tripletas o hat-tricks y póker de goles (en general, tres o más goles anotados por un jugador en un mismo encuentro) convertidos en la temporada.
| Fecha      | Jugador         | Goles           | Local               | Resultado | Visitante           |
| ---------- | --------------- | --------------- | ------------------- | --------- | ------------------- |
| 1/09/2018  | Steven Naismith | 4' 41' 43'      | Heart of Midlothian | 4 – 1     | St. Mirren          |
| 7/10/2018  | James Forrest   | 15' 30' 38' 45' | St. Johnstone       | 0 – 6     | Celtic              |
| 5/12/2018  | Kenny Miller    | 27' 51' 81'     | Dundee              | 4 – 0     | Hamilton Academical |
| 26/12/2018 | Scott Sinclair  | 6' 76' 88'      | Aberdeen            | 3 – 4     | Celtic              |
| 7/4/2019   | Scott Arfield   | 22' 39' 60'     | Motherwell          | 0 – 3     | Rangers             |
| 18/5/2019  | Cody Cooke      | 51' 58' 76'     | Dundee              | 2 – 3     | St. Mirren          |